# Karanges
Karanges is een geslacht van eenoogkreeftjes uit de familie van de Anchimolgidae. De wetenschappelijke naam van het geslacht is voor het eerst geldig gepubliceerd in 1979 door Humes.

## Soorten
- Karanges galaxeanus Humes, 1979
- Karanges hypsorophus Humes, 1979